# Чиангмай

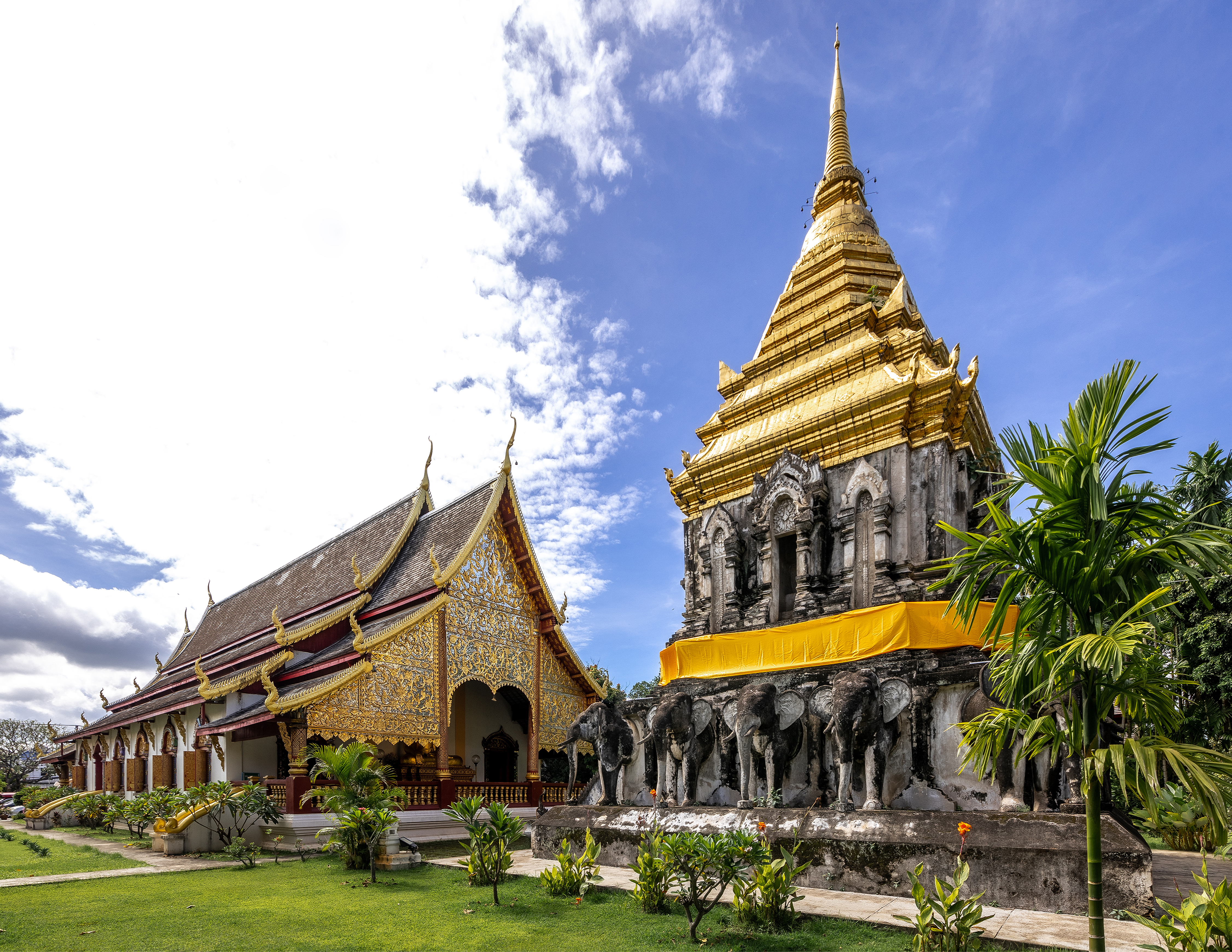
Храм XIII века Ват Чианг-Ман

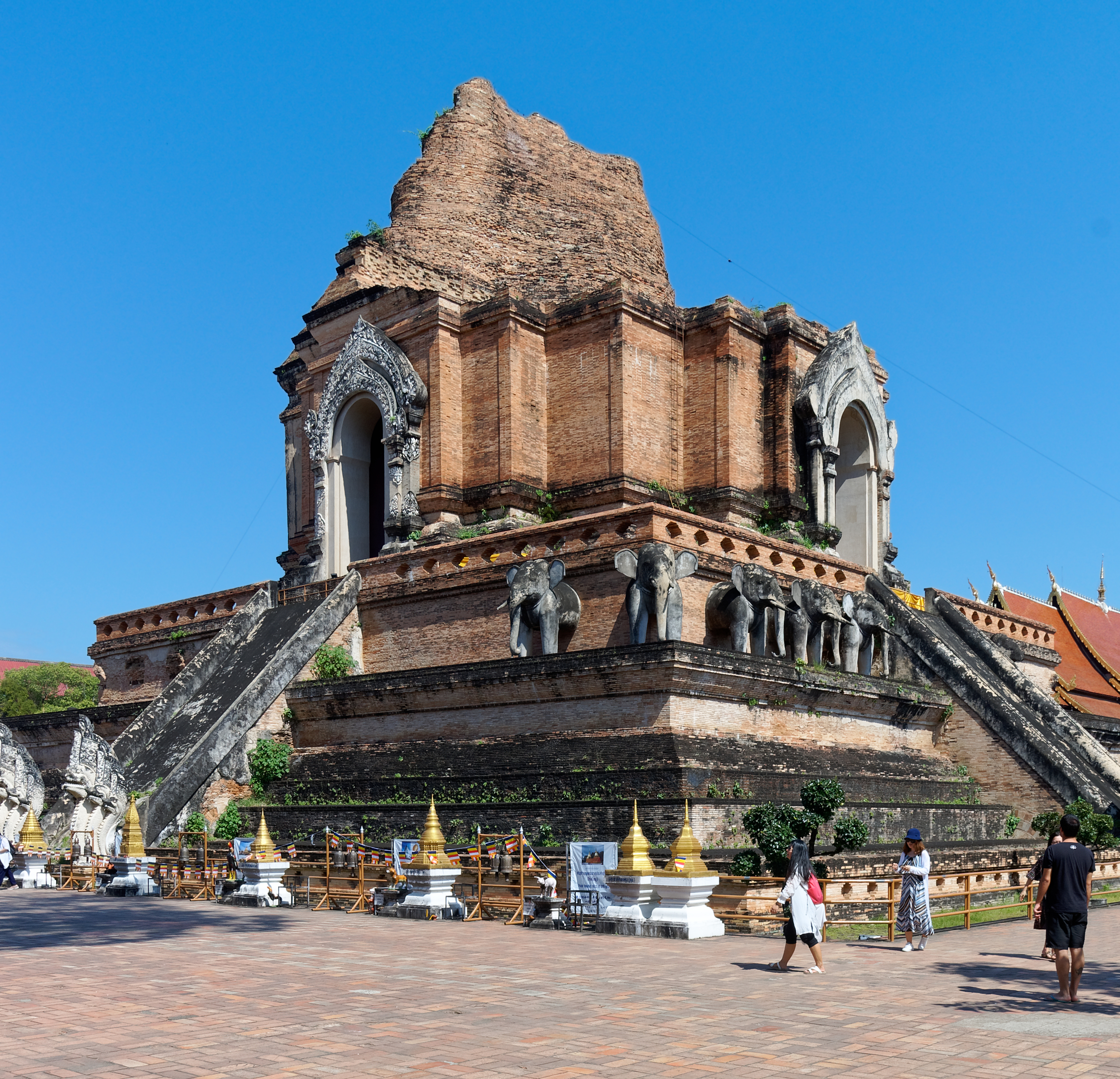
Ступа XIV века Ват Чеди Луанг

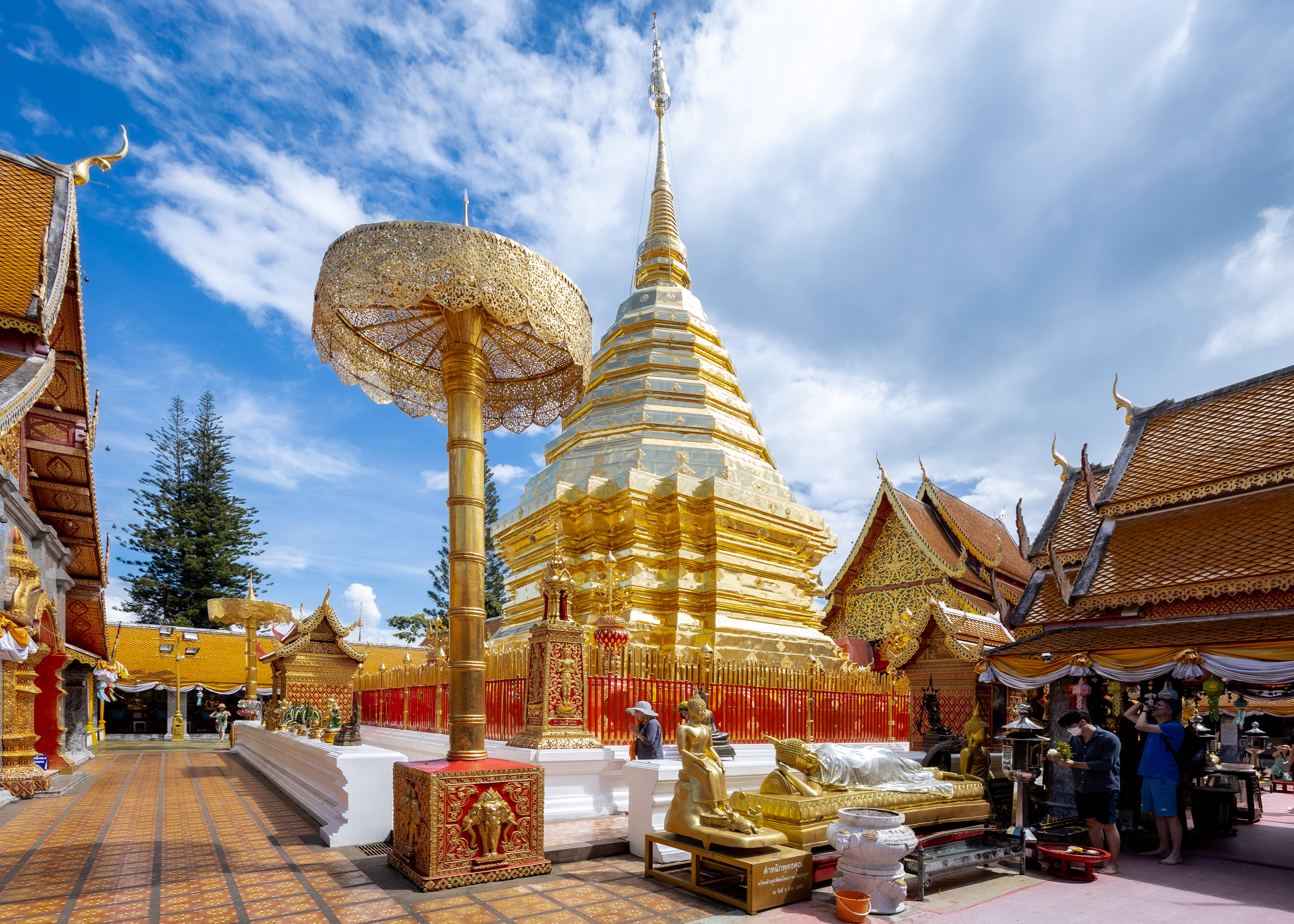
Храмовая ступа на горе Дой Сутеп

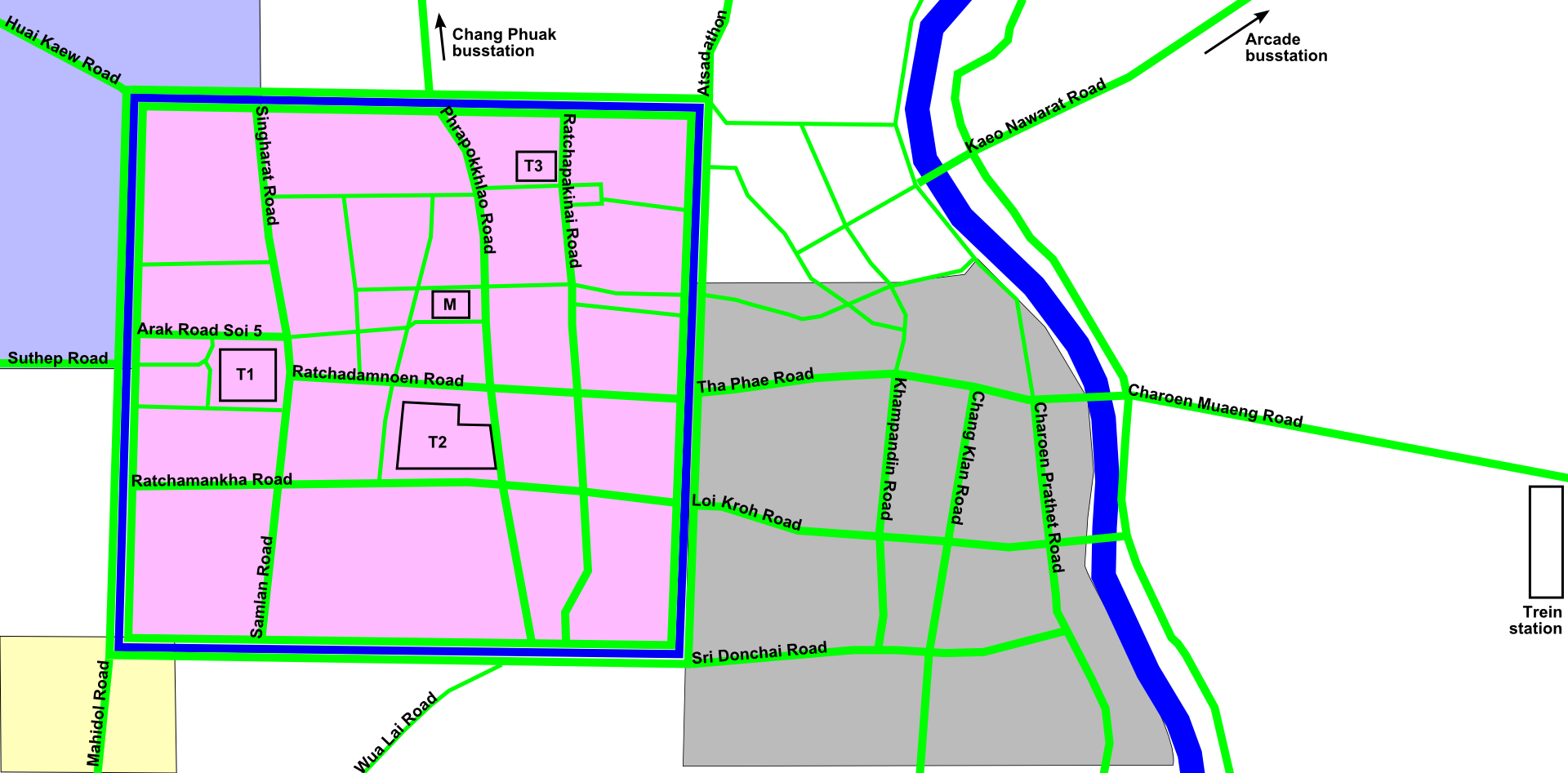
Центральная часть города (старый город)

Чиангмай (тайск. เชียงใหม่о файле), также Чианг Май, — крупнейший город на севере Таиланда, столица одноимённой провинции и второй по величине город страны. Город находится в 700 км к северу от Бангкока. По состоянию на 2022 год численность населения составляет 1,2 миллиона человек. Расположен среди гор на реке Пинг, притоке реки Менам-Чао-Прая. Чиангмай известен как древний культурный центр страны и является одним из туристических центров. В городе расположено одно из крупнейших тайских высших учебных заведений — Чиангмайский университет. Здесь находится также один из региональных центров Французского института Дальнего Востока

## История
Чиангмай основал правитель Менграй в конце XIII века. В 1292 году здесь появилась резиденция князя. Название означает «новый город». После победы Менграя над монским королевством Харипунджайя (на территории Северного Таиланда) сюда из города Чианграй была перенесена столица королевства Ланнатхай. Король Менграй построил стену вокруг города для защиты от вторжений со стороны Бирмы. Чиангмай как город появился в 1296, датой его основания считают 12 апреля (по другим данным, 19 апреля 1296 или даже 1294 год).
История противостояния Сиама и Чиангмая нашла отражение в эпической поэме на тайском языке «Юан пхай» (1475).

В 1556 году город был захвачен бирманцами, периодически владевшими им вплоть до 1774 года. С 1774 Чиангмай вошёл в состав Сиама, когда король Таксин отвоевал его у бирманцев. В дальнейшем город стал расти и стал вторым по значению в стране после столицы, Бангкока.

## Религиозные памятники
В Чиангмае имеется около 300 буддийских храмов (ватов), из которых можно отметить следующие:
- Ват Прахат Дой Сутхеп: знаменитый храм на холме к северо-западу от города. Храм построен в 1383 году на вершине горы Дойсутхеп на высоте 1600 м над уровнем моря.. На спину слона положили священные буддийские реликвии, и в этом месте слон стал трубить и ходить кругами, что сочли хорошим предзнаменованием для строительства храма.
- Ват Чианг Ман: самый старый храм, основанный королём Менграем. В храме помещаются реликвии — нефритовый Будда и кристаллический Будда.
- Ват Пхра Сингх: храм внутри города в пределах городской стены, основан в 1345, выполнен в классическом севернотаиландском стиле, содержит драгоценного будду Пхра Сингх. В храмовый комплекс входит Вихан Лай Кхам, оформленный резьбой по дереву, фресками в северном стиле, пагодой с барельефами и башней в форме колокола.
- Ват Чеди Луанг: основан в 1401 году, к храму примыкает знаменитая ступа (чеди), частично повреждённая землетрясением в XVI веке.
- Ват Чет Йот: усыпальница короля Ланнатая Тилокарата[укр.], находится на окраине города, основан в 1455 году, использовался для Всемирного конгресса буддистов в 1477 году.
- Вианг Кумкам: развалины старого города на окраине Сианг-Мая, здесь была резиденция короля Менграя за десять лет до основания Чиангмая. Много разрушенных храмов.
- Ват У-Монг: лесной и пещерный храм к западу от города около университета.
- Ват Суан Док: храм XIV века к западу от городской стены. Название храма переводится как «поле цветов». Храм окружён большим количеством ступ. В состав храма входит университетский городок Маха Чулалонгкорн.
- Ват Сри Супхан[англ.][10].

## Туризм и культура
В городе открыты исторические и художественные музеи, выставки современного искусства, экспозиции о жизни горных народов севера страны.
В городе проходит несколько постоянных праздников, включая:
- «Лойкратхонг» (Loi Krathong) — проводится в полнолуние в ноябре. Ежегодно запускают в воду кораблики, сделанные из листьев банана и украшенные цветами, свечами, чтобы воздать почести богу воды.
- «Сонгкран» (Songkran) — проводится в середине апреля во время празднования тайского Нового года. Праздник характеризуется множеством религиозных и традиционных развлечений, а также всеобщим обливанием водой.
- Праздник цветов — трёхдневный фестиваль, проходящий ежегодно в первые выходные февраля. Во время фестиваля проводятся парады, традиционные танцы, конкурс красоты.

## Сообщества экспатов
Чиангмай заслужил статус привлекательного города для экспатов, заняв первое место среди лучших городов Азии и третье место среди лучших городов мира в рейтинге «The 2017 World’s Best Cities» издания Travel + Leisure.

## Транспорт

### Городской транспорт
Основным городским транспортом является сонгтео — крытые пикапы со скамейками по обеим сторонам кузова, окрашенные в красный (вокруг центра города), жёлтый (на севере города), синий (на юге города), зелёный (на северо-востоке города) и белый (на востоке города) цвета и имеющие свои определённые устоявшиеся маршруты, как правило с фиксированной ценой. В городе распространены моторикши (тук-туки). Такси представлено сервисом Grab.

### Междугородный транспорт
Чиангмай соединён с другими городами Таиланда автобусным, железнодорожным и авиационным сообщениями. Железнодорожный вокзал принимает 5 пассажирских поездов в сутки из Бангкока. В черте города расположен международный аэропорт Чиангмай, обслуживающий местные и международные авиалинии.

## Экономика и производство
Город известен своей изысканной резьбой по дереву. Также в Чиангмае налажено производство традиционных бумажных зонтов, изделий из серебра и бронзы.
Является центром лесозаготовок (главным образом, древесины тика). Развита пищевая, табачная промышленность, традиционное ремесленное производство.

## Климат
| Показатель                    | Янв. | Фев. | Март | Апр. | Май   | Июнь  | Июль  | Авг.  | Сен.  | Окт.  | Нояб. | Дек. |
| ----------------------------- | ---- | ---- | ---- | ---- | ----- | ----- | ----- | ----- | ----- | ----- | ----- | ---- |
| Средний суточный максимум, °C | 29,4 | 32,2 | 34,9 | 36,1 | 34,0  | 32,6  | 31,8  | 31,3  | 31,5  | 31,3  | 29,8  | 28,3 |
| Средний суточный минимум, °C  | 14,2 | 15,6 | 19,0 | 22,4 | 23,7  | 23,9  | 23,8  | 23,6  | 23,1  | 22,1  | 19,2  | 15,3 |
| Норма осадков, мм             | 7,7  | 9,2  | 19,2 | 54,1 | 153,0 | 117,3 | 153,2 | 224,6 | 200,2 | 118,1 | 51,3  | 18,3 |
| Источник: World Weather       |      |      |      |      |       |       |       |       |       |       |       |      |

## Города-побратимы
- Уодзу, Япония
- Сайтама, Япония
- Куньмин, Китай
- Харбин, Китай